# 浦田優子
浦田 優子（うらた ゆうこ）は、日本の心理学者。武蔵野大学通信教育部 非常勤講師。金城学院大学生活環境学部 非常勤講師。

## 略歴
法政大学大学院人間社会研究科において臨床心理学を専攻後、同大学院で人間福祉を専攻している。

## 著作等

### 論文
- 『実存的空虚に関する研究の概観』（法政大学大学院臨床心理相談室報告紀要 (18) 85-91 2021年）[2]
- 『自己超越を促すセラピストの態度についての検討: パーソンセンタードセラピーの中核条件を用いて』（大学院紀要 = Bulletin of graduate studies 90 20-27 2023年）